# Lissonota kircosa
Lissonota kircosa là một loài tò vò trong họ Ichneumonidae.